# Festspiel
Festspiel ist ein im 18. Jahrhundert entstandener, literarischer Gattungsbegriff für ein  Theaterstück, das zu einem besonderen Anlass verfasst wurde. Dramatische Gelegenheitsdichtungen dieser Art gibt es seit dem Altertum, doch bürgerte sich dafür erst im frühen 19. Jahrhundert der Begriff Festspiel ein. Zuerst verwendet wurde er von Goethe als Untertitel seines Dramas Palaeophron und Neoterpe. Auch bei einigen weiteren Gelegenheitsdichtungen (Des Epimenides Erwachen) verwendete Goethe diesen Untertitel. Somit wurde zwar der Begriff von Goethe geprägt, Festspiele als solche existierten jedoch schon wesentlich früher.
Die ersten als solche bezeichneten Festspiele stammen aus dem höfischen Bereich. Das bürgerliche Festspiel entfaltete sich erst in der zweiten Hälfte des 19. Jahrhunderts und kam anfänglich bei privaten Feiern oder Vereinsanlässen zur Aufführung.

## Geschichte
Die Anfänge der Festspiele könnte man prinzipiell auf das antike Drama zurückführen. Auch hier war die Aufführung an einem bestimmten gesellschaftlich-religiösen Anlass gebunden, war zugleich Gottesdienst (Dionysoskult) und Gemeinschaftserlebnis. In der deutschen Dichtung tritt das Festspiel im Sinne eines zu einem bestimmten festlichen Anlass verfassten Theaterstückes bereits in der Renaissance-Zeit auf. Ein Beispiel eines solchen allegorischen Renaissance-Festspiels ist etwa Conrad Celtis’ Ludus Dianae (1501). Historische Festspiele (wenn auch noch nicht mit dieser Bezeichnung) traten zuerst in den Jahren 1617 (zum 100-Jahr-Jubiläum von Luthers Thesenanschlag in Wittenberg) und 1630 (zum 100-Jahr-Jubiläum des Augsburgischen Bekenntnisses) auf. Zu dieser Zeit sind historische Festspiele also eine Darstellungsweise der reformierten Kirche. Auf katholischer Seite finden sich dazu keine Parallelen. Wichtig ist hierbei, dass nicht (wie z. B. bei Passionsspielen oder Weihnachtsspielen) in erster Linie theologische Inhalte vermittelt werden, sondern eine bedeutende kirchenhistorische Person thematisiert wird und vor allem die Zurschaustellung des eigenen Glaubens im Vordergrund stand. Festspiele um Luther werden noch bis in das 20. Jahrhundert produziert.
Im weiteren Verlauf wurden Festspiele auch zu anderen Anlässen konzipiert. In nächster Zeit vor allem um die Beendigung des Dreißigjährigen Krieges (1618–1648).
Im späten 18. und frühen 19. Jahrhundert wurden Klopstocks Hermanns Schlacht (Gemeint ist die Varusschlacht, die so genannte Schlacht im Teutoburger Wald, 1769), aber auch Schillers Wilhelm Tell Ausgangspunkt vieler vaterländischer Festspiele (die genannten Beispiele selbst gehören jedoch noch zur Gattung historisches Drama, da sie für keinen konkreten Anlass verfasst wurden). Und auch die Befreiungszeit im Allgemeinen und die Völkerschlacht bei Leipzig im Speziellen lieferte ein beliebtes Sujet. Hier sind Ernst Moritz Arndt und Theodor Körner (Joseph Heyderich, Drama nach der Schlacht von Montebello) zu nennen. Das größte Drama der Befreiungszeit ist sicher Kleists Die Hermannsschlacht (1808–1810).
Nach dem Beispiel der Passionsspiele von Oberammergau wurde nun die Idee geboren im ganzen Land nationale Festspiele im Freien abzuhalten. Auch Richard Wagner bezog Anregungen aus Oberammergau für sein Bayreuther Festspielhaus. In Abgrenzung zur höfischen Repräsentation sollte zu solchen Masseninszenierung das Volk als Souverän sich selbst zur Darstellung bringen. Gleichzeitig versprach man sich durch ein nachhaltiges Gemeinschaftserlebnis eine Stärkung des Wir-Gefühls. Deshalb sangen am Ende einer Aufführung Akteure und Zuschauer gemeinsam ein patriotisches Lied (meist die Nationalhymne). Ab der Mitte des 19. Jahrhunderts wurden dramatische Gelegenheitsdichtungen, die zu privaten Anlässen, wie Hochzeiten und Geburtstage, verfasst wurden, auch in bürgerlichen Kreisen beliebt, wobei nun die Gattungsbezeichnung Festspiel auch im Titel verwendet wurde. 
Gegen Ende des 19. Jahrhunderts wurden vor allem in der Schweiz großangelegte historische Festspiele beliebt, nachdem Gottfried Keller bereits 1861 in der Studie Am Mythenstein nationale Festspiele propagiert hatte. Die von breit abgestützten Komitees organisierten, meist staatlich subventionierten historischen Festspiele wurden damals zum festen Bestandteil großer eidgenössischer und kantonaler Feste und Jubiläen und kamen meist im Freien auf einer eigens dafür gebauten Festbühne zur Aufführung. Die Akteure waren fast ausschließlich Laien, wobei neben den Trägern von Solosprechrollen ein in die Hunderte gehendes Heer von Statisten und Chorsängern mitwirkte. An einzelnen Festspielen, wie demjenigen zur Basler Bundesfeier von 1901, waren sogar über 2000 Aufführende beteiligt.
1913 wurde Gerhart Hauptmanns Festspiel in deutschen Reimen in Breslau zum hundertjährigen Jubiläum der Befreiungskriege gegen Napoleon Bonaparte aufgeführt. Nach elf von fünfzehn geplanten Aufführungen wurde es wegen seiner vermeintlich unpatriotischen Grundhaltung vom Spielplan genommen.
Gegen 1914 verloren solche Veranstaltungen an Bedeutung, erlebten jedoch in der Schweiz in den Dreißiger- und frühen Vierzigerjahren eine erneute Blüte. Die Festspiele dieser Periode gingen in der Regel ebenfalls von historischen Ereignissen aus, die aber zumeist in allegorische Handlungen übersetzt wurden. Parallel dazu wurden im nationalsozialistischen Deutschland Thingspiele als Sonderform des Festspiels vom Regime besonders gefördert. Diese zweite Festspielwelle kam jedoch in den 1950er-Jahren weitgehend zum Erliegen.
Um 2000 gab es an verschiedenen Orten der Schweiz Bestrebungen, diese Theatergattung neu zu beleben. So wurden 1998 anlässlich des 200-Jahr-Jubiläums des Kantons Aargau und vier Jahre später anlässlich der Schweizerischen Landesausstellung Festspiele dargeboten. Diese hatten aber nicht mehr die gleiche Resonanz wie die historischen Festspiele aus der Zeit um 1900.